# Salix sikkimensis
Salix sikkimensis — вид квіткових рослин із родини вербових (Salicaceae).

## Морфологічна характеристика
Це кущ 1–2 метри заввишки. Дворічні гілочки товсті, з помітними кутами і вузлами, тьмяно-пурпурувато-червоні, голі, гладкі, блискучі. Листки дуже дрібні на момент цвітіння, зрілі листки невідомі; листкова пластинка еліптична, рідше вузько-еліптична, абаксіально густо-біло запушена, адаксіально зелена, гола чи запушена вздовж жилок, край цільний. Чоловіча сережка товста, 2–2.5 × ≈ 1.6 см, сидяча. Чоловіча квітка: тичинок 2; пиляки жовті чи частково червоні, еліпсоїдні. Жіноча сережка 3.5–4.5(8) × 1.3–1.6 см. Жіноча квітка: зав'язь конічно-яйцеподібна, ≈ 3.5 мм, запушена.

## Середовище проживання
Бутан, Індія, Непал, Сіккім, Китай [Тибет, пн.-зх. Юньнань]. Населяє гірські схили, береги річок і струмків, узлісся, узбіччя доріг, долини; на висотах 3700–4500 метрів.